# Todsünde (Roman)

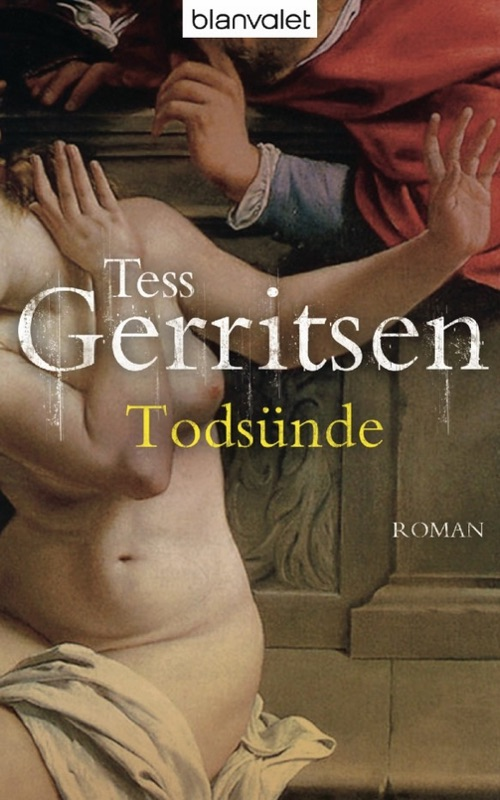
Todsünde

Todsünde (englisch The Sinner) ist ein 2004 (USA: 2003) erschienener Roman aus dem Genre Medical Thriller der US-amerikanischen Schriftstellerin Tess Gerritsen.
Todsünde ist der dritte Teil der Jane-Rizzoli-Serie um die Bostoner Kriminalbeamtin Jane Rizzoli und die Gerichtsmedizinerin Dr. Maura Isles. Im Vordergrund stehen die Beziehungsprobleme der beiden Protagonistinnen: Rizzoli erfährt, dass sie schwanger ist. Isles geschiedener Ehemann taucht unvermutet nach drei Jahren wieder auf. Der eigentlichen Handlung wird vergleichsweise wenig Raum eingeräumt – ein Ansatz, der nicht bei allen Lesern Zustimmung fand. 

## Handlung
In einem Bostoner Kloster wird eine junge Novizin brutal erschlagen aufgefunden, eine weitere Nonne überlebt schwer verletzt. Wenig später wird die Leiche einer Inderin entdeckt, der man Hände und Füße sowie Teile des Gesichts abgetrennt hatte. Da eine der überfallenen Nonnen eine Zeit lang in Indien gelebt hatte, wo sie Zeugin eines angeblichen Massakers an den Bewohnern einer Leprakolonie wurde, ist die Verbindung zwischen beiden Taten schnell hergestellt. 
Nachdem ein Mitarbeiter eines internationalen Chemieunternehmens ermordet worden ist, schaltet sich das FBI ein. Agent Gabriel Dean, der Vater von Jane Rizzolis ungeborenem Kind, reist nach Boston. Als sich herausstellt, dass das Chemieunternehmen ein mittlerweile geschlossenes Werk in unmittelbarer Nachbarschaft zum Schauplatz des Massakers betrieb, werden die Umrisse eines gewaltigen Verbrechens erkennbar. Die beiden Nonnen, die Inderin und der ermordete Mitarbeiter waren offensichtlich unbequeme Mitwisser eines Massenmordes an den Zeugen eines Chemieunfalls.
Dr. Maura Isles, die sich unterdessen wieder mit ihrem geschiedenen Mann zusammengefunden hatte, muss zu ihrer Enttäuschung erkennen, dass dieser indirekt an den Verbrechen beteiligt war und nur deshalb zurückkehrte, um sie auszuspionieren und die Ermittlungen zu beeinflussen.